# Liste der Biografien/Perl
Liste der Biografien |
Portal Biografien |
Personensuche
# |
A |
B |
C |
D |
E |
F |
G |
H |
I |
J |
K |
L |
M |
N |
O |
P |
Q |
R |
S |
T |
U |
V |
W |
X |
Y |
Z |
?
 
Pa |
Pc |
Pe |
Pf |
Ph |
Pi |
Pj |
Pk |
Pl |
Pm |
Pn |
Po |
Pr |
Ps |
Pt |
Pu |
Pv |
Pw |
Py
 
Pea |
Peb |
Pec |
Ped |
Pee |
Pef |
Peg |
Peh |
Pei |
Pej |
Pek |
Pel |
Pem |
Pen |
Peo |
Pep |
Peq |
Per |
Pes |
Pet |
Peu |
Pev |
Pew |
Pex |
Pey |
Pez
 
Pera |
Perb |
Perc |
Perd |
Pere |
Perf |
Perg |
Perh |
Peri |
Perj |
Perk |
Perl |
Perm |
Pern |
Pero |
Perp |
Perq |
Perr |
Pers |
Pert |
Peru |
Perv |
Perw |
Pery |
Perz
Die Liste der Biografien führt alle Personen auf, die in der deutschsprachigen Wikipedia einen Artikel haben. Dieses ist eine Teilliste mit 145 Einträgen von Personen, deren Namen mit den Buchstaben „Perl“ beginnt.

## Perl
- Perl, Alfredo (* 1965), chilenischer Pianist
- Perl, Änne (1897–1970), deutsche Dichterin und Schriftstellerin
- Perl, Arnold (1914–1971), US-amerikanischer Bühnenautor, Drehbuchautor, Filmregisseur und Dokumentarfilmer
- Perl, August (1837–1881), deutscher Sozialdemokrat, Präsident des ADAV
- Perl, Camille (1938–2018), luxemburgischer Geistlicher, Theologe
- Perl, Carl Johann (1891–1979), österreichischer Musikwissenschaftler
- Perl, Curdin (* 1984), Schweizer Skilangläufer
- Perl, Gerhard (1927–2008), deutscher Altphilologe
- Perl, Gertrude (* 1937), österreichische Politikerin (SPÖ), Mitglied des Bundesrates
- Perl, Gisella (1907–1988), amerikanisch-rumänische Medizinerin jüdischer Herkunft und Holocaustüberlebende
- Perl, Günter (* 1969), deutscher FußballschiedsrichterGünter Perl (* 1969)

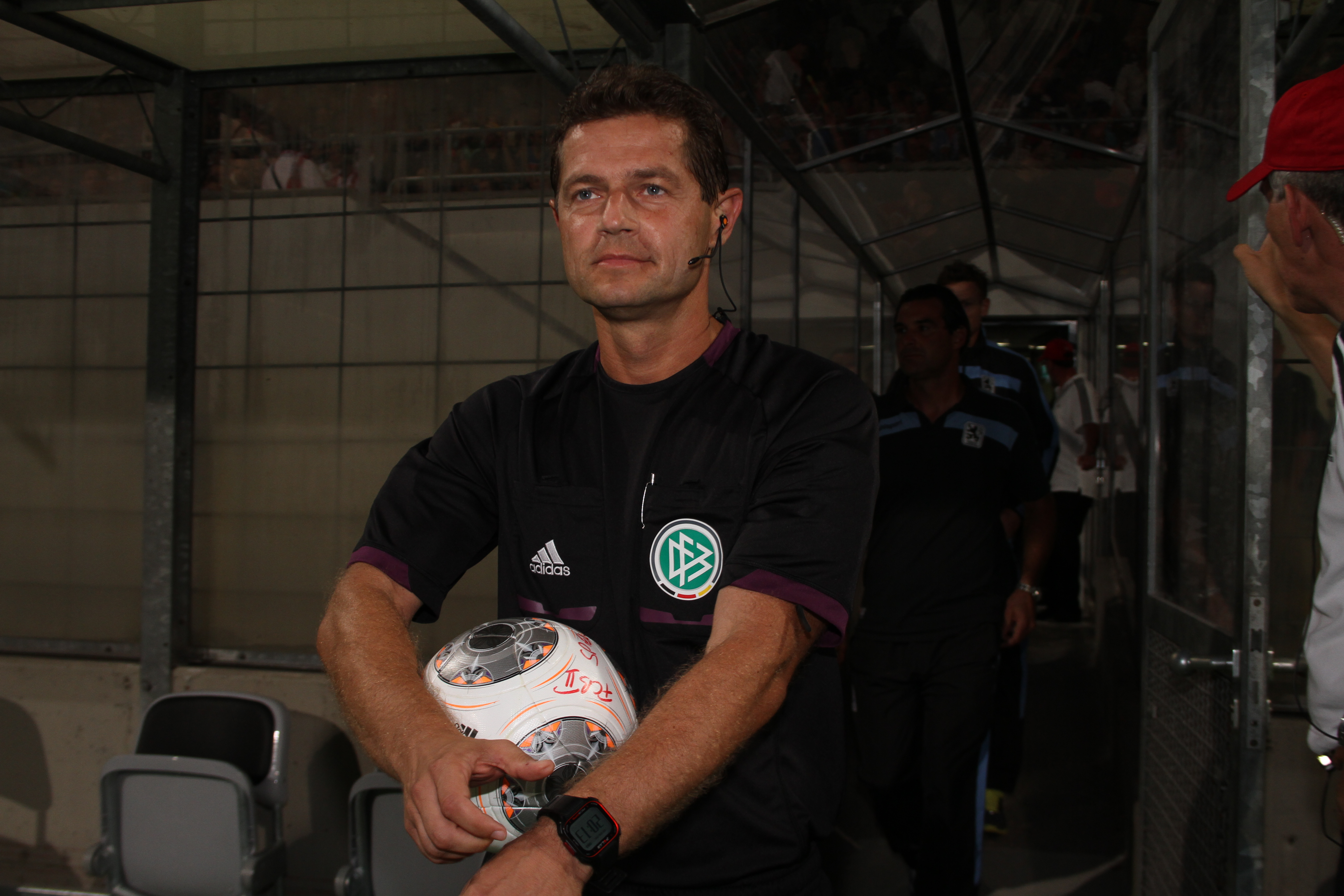
Günter Perl (* 1969)

- Perl, Hermann (1878–1967), deutscher Keramiker und Bildhauer
- Perl, Hille (* 1965), deutsche Gambistin
- Perl, Jacques (1861–1933), deutscher Chemiker
- Perl, Josef (1773–1839), jüdischer Aufklärer
- Perl, Jürgen (1944–2023), deutscher Sportinformatiker
- Perl, Karl (1876–1965), österreichischer Bildhauer und Medailleur
- Perl, Leopold (1845–1909), deutscher Mediziner
- Perl, Lothar (1910–1975), deutschamerikanischer Pianist, Komponist und Dirigent
- Perl, Martin Lewis (1927–2014), US-amerikanischer Physiker und Nobelpreisträger
- Perl, Mathias (* 1989), deutscher Basketballspieler
- Perl, Matthias (* 1948), deutscher Sprachwissenschaftler und Iberoromanist
- Perl, Olga (1891–1948), österreichische Malerin
- Perl, Otto (1882–1951), deutscher Mitbegründer des Selbsthilfebundes Körperbehinderter
- Perl, Reto (1923–1987), Schweizer Eishockeyspieler
- Perl, Susan (1922–1983), austroamerikanische Illustratorin
- Perl, William R. (1906–1998), österreichisch-amerikanischer Geschäftsmann, Offizier in der U.S. Army, Psychologe, jüdisch-zionistischer Aktivist

### Perla
- Perla Ruth Albertsdóttir (* 1996), isländische Handballspielerin
- Perla, Gene (* 1940), US-amerikanischer Jazzbassist
- Perlak, Gerhard (* 1955), österreichischer Fußballspieler
- Perlak, Michael (* 1985), österreichischer Fußballspieler
- Perlak, Reinhold (* 1945), deutscher Politiker (SPD), MdL und Oberbürgermeister der Stadt Straubing
- Perlas, Nicanor (1950–2025), philippinischer Soziologe und Umweltaktivist
- Perlas, Tabaré (* 1972), uruguayisch-deutscher Dirigent und Kulturmanager
- Perlasca, Giorgio (1910–1992), italienischer Faschist und Retter tausender Juden in BudapestGiorgio Perlasca (1910–1992)

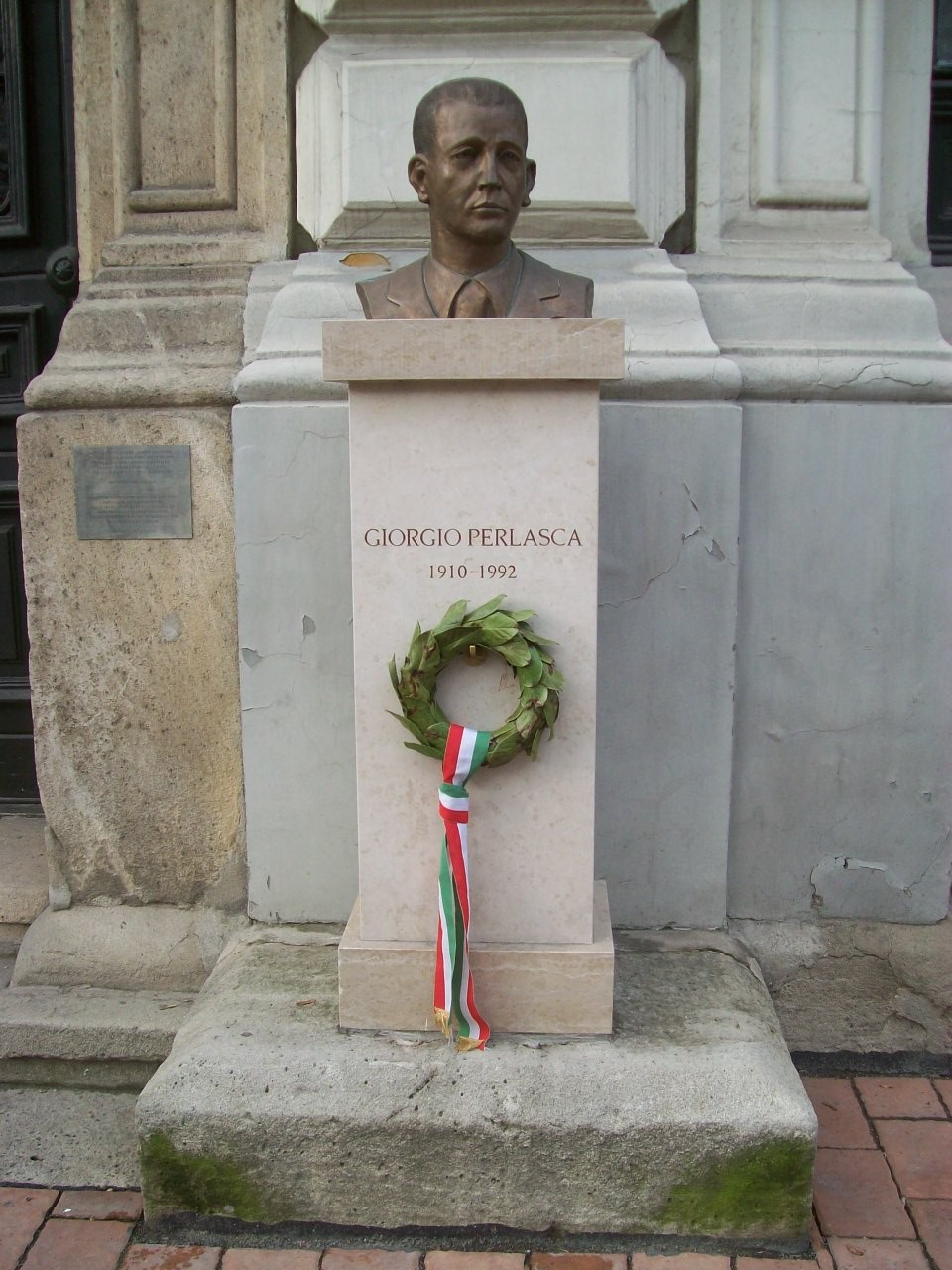
Giorgio Perlasca (1910–1992)

- Perlaza, Carlos (* 1996), ecuadorianischer Leichtathlet
- Perlaza, Jhon (* 1994), kolumbianischer Leichtathlet
- Perlaza, José Luis (* 1981), ecuadorianischer Fußballspieler
- Perlaza, Pedro (* 1991), ecuadorianischer Fußballspieler

### Perlb
- Perlbach, Max (1848–1921), deutscher Bibliothekar und Historiker
- Perlberg, Friedrich (1848–1921), deutscher Architektur- und Landschaftsmaler
- Perlberg, Friedrich Ludwig Franz (1777–1844), deutscher Maler
- Perlberg, Georg Christian (1806–1884), deutscher Maler
- Perlberg, Jana (* 1966), deutsche Judoka
- Perlberg, William (1900–1968), US-amerikanischer Filmproduzent
- Perlberger, Klara (1897–1992), österreichisch-israelische Psychologin
- Perlberger, Leo (1890–1935), österreichischer Maler

### Perle
- Perle, Altangerel (* 1945), mongolischer Paläontologe
- Perle, August (1797–1886), preußischer Generalmajor und Inspekteur der 4. Artillerie-Inspektion
- Perle, George (1915–2009), US-amerikanischer Komponist und Musiktheoretiker
- Perle, Petra, Münchner Original und Allround-KünstlerinPetra Perle

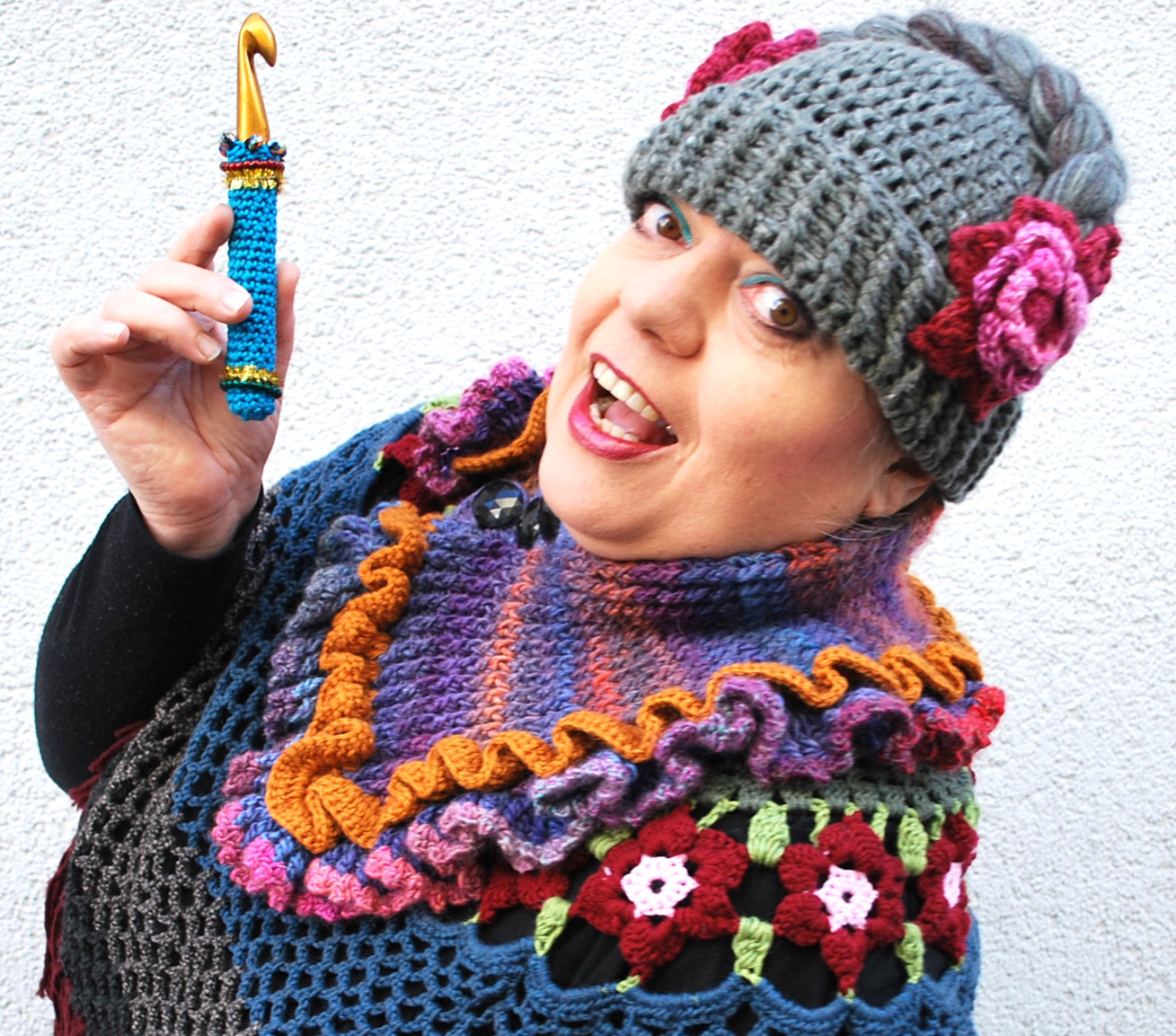
Petra Perle

- Perle, Richard (* 1941), US-amerikanischer politischer Berater
- Perle, Shai (* 1997), israelische Fußballspielerin
- Perle, Thomas (* 1987), deutscher Schriftsteller und Dramatiker
- Perlea, Ionel (1900–1970), rumänischer Dirigent und Komponist
- Perleb, Karl Julius (1794–1845), deutscher Botaniker und Naturforscher
- Perleberg, Günter (1935–2019), deutscher Kanute
- Perleberg, Heinz (1925–2019), deutscher Gymnasiallehrer und Handballtrainer
- Perleberg, Siegfried (* 1932), deutscher Leichtathlet
- Perlemuter, Vlado (1904–2002), französischer Pianist
- Perlen, Frida (1870–1933), deutsche Pazifistin
- Perlen, Robert (1884–1961), deutscher jüdischer Jurist
- Perler, Dominik (* 1965), Schweizer Philosoph und Hochschullehrer
- Perler, Frédérique (* 1960), Schweizer Politikerin (Grüne)
- Perler, Gregory (* 1962), US-amerikanischer Filmeditor
- Perler, Othmar (1900–1994), Schweizer Kirchenhistoriker
- Perlès, Alfred (1897–1990), österreichisch-britischer Autor
- Perles, Felix (1874–1933), deutscher Rabbiner, Gelehrter und Zionist
- Perles, Joseph (1835–1894), deutscher Rabbiner
- Perles, Micha, israelischer Mathematiker
- Perlet, Charles Frédéric (1759–1828), Schweizer Uhrmacher, Buchhändler und Journalist
- Perlet, Friedrich Christian Gottlieb (1767–1828), deutscher evangelischer Geistlicher
- Perlet, Gisela (1942–2010), deutsche Übersetzerin
- Perlet, Helmut (* 1947), deutscher Manager
- Perlet, Otto (1855–1918), deutscher Jurist und Landrat
- Perleth, Jonathan (* 1994), deutscher Schauspieler
- Perleth, Matthias (* 1965), deutscher Mediziner und Gesundheitswissenschaftler
- Perletto, Giuseppe (* 1948), italienischer Radrennfahrer
- Perley, George Halsey (1857–1938), kanadischer Politiker und Diplomat, Abgeordneter und Minister

### Perlh
- Perlhefter, Beer, jüdischer Gelehrter
- Perlhefter, Bella († 1709), jüdische Schriftstellerin, professionelle Briefschreiberin und Musiklehrerin

### Perli
- Perli, Victor (* 1982), deutscher Politiker (Die Linke), Bundestagsabgeordneter
- Perlia, Richard (1905–2012), deutscher Versuchspilot, Redakteur und Fotograf
- Perlia, Xavier (1923–2014), Schweizer Pharmakologe
- Perlich, Max (* 1968), US-amerikanischer Schauspieler
- Perlick, Alfons (1895–1978), deutscher Pädagoge und Heimatforscher
- Perlick, Eberhard (1914–1971), deutscher Mediziner und Hochschullehrer
- Perlick, Michael (* 1948), deutscher bildender Künstler
- Perlin, Joachim Peter (1791–1875), deutscher Schneider
- Perlin, Juri Jewgenjewitsch (1917–1990), russisch-moldauischer Festkörperphysiker und Hochschullehrer
- Perlin, Ken, US-amerikanischer Computerwissenschaftler
- Perlin, Wladimir Pawlowitsch (* 1942), belarussisch-sowjetischer Cellist, Dirigent und Pädagoge
- Perlinger, Sissi (* 1963), deutsche Entertainerin, Schauspielerin, Hörspielsprecherin und AutorinSissi Perlinger (* 1963)

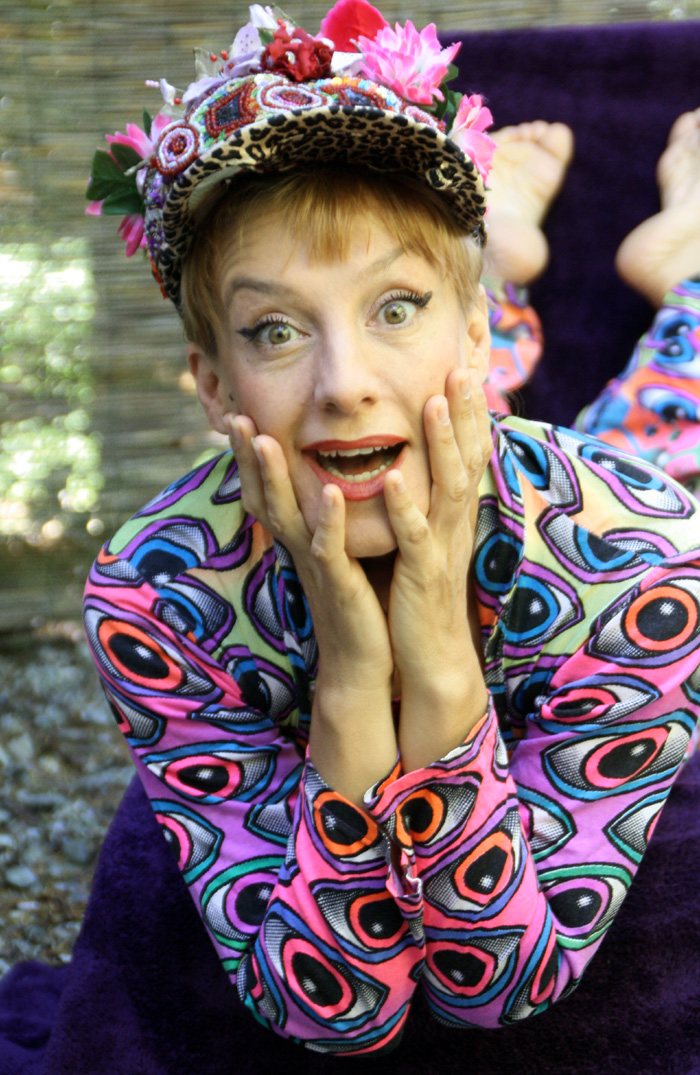
Sissi Perlinger (* 1963)

- Perlinger, Werner (* 1942), deutscher Autor und Heimatforscher
- Perlini, Brendan (* 1996), britisch-kanadischer Eishockeyspieler
- Perlini, Brett (* 1990), kanadisch-britischer Eishockeyspieler
- Perlini, Francesco (* 1961), italienischer Rallye-Raid-Fahrer
- Perlini, Memè (1947–2017), italienischer Schauspieler, Regisseur und Autor für Film, Bühne und Fernsehen
- Perlis, Alan J. (1922–1990), US-amerikanischer Informatiker
- Perlis, Julius (1880–1913), österreichischer Schachspieler
- Perlitius, Ludwig (1872–1938), deutscher Agrarwissenschaftler und Politiker (Zentrum), MdR
- Perlitt, Lothar (1930–2012), deutscher lutherischer Theologe
- Perlitz, Lucas (* 1975), deutscher Basketballspieler

### Perlm
- Perlman, Alfred E. (1902–1983), US-amerikanischer Ingenieur und Eisenbahn-Manager
- Perlman, Elliot (* 1964), australischer Schriftsteller
- Perlman, George (1897–2000), US-amerikanischer Geiger, Komponist und Musikpädagoge
- Perlman, Isadore (1915–1991), US-amerikanischer Chemiker
- Perlman, Itzhak (* 1945), israelisch-amerikanischer Geiger, Dirigent und MusikpädagogeItzhak Perlman (* 1945)

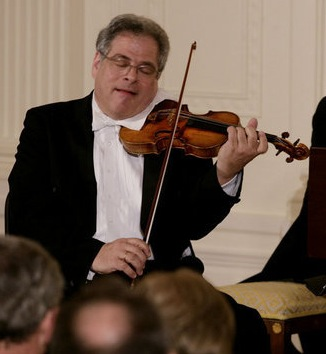
Itzhak Perlman (* 1945)

- Perlman, Janet (* 1954), kanadische Animatorin und Kinderbuchautorin
- Perlman, Michail Romanowitsch (1923–2002), sowjetischer Turner
- Perlman, Nathan David (1887–1952), US-amerikanischer Jurist und Politiker
- Perlman, Philip (1890–1960), US-amerikanischer Politiker (Demokratische Partei), Jurist und United States Solicitor General
- Perlman, Radia (* 1951), US-amerikanische Softwareentwicklerin und Netzwerktechnikerin
- Perlman, Rhea (* 1948), US-amerikanische Schauspielerin
- Perlman, Ron (* 1950), US-amerikanischer SchauspielerRon Perlman (* 1950)

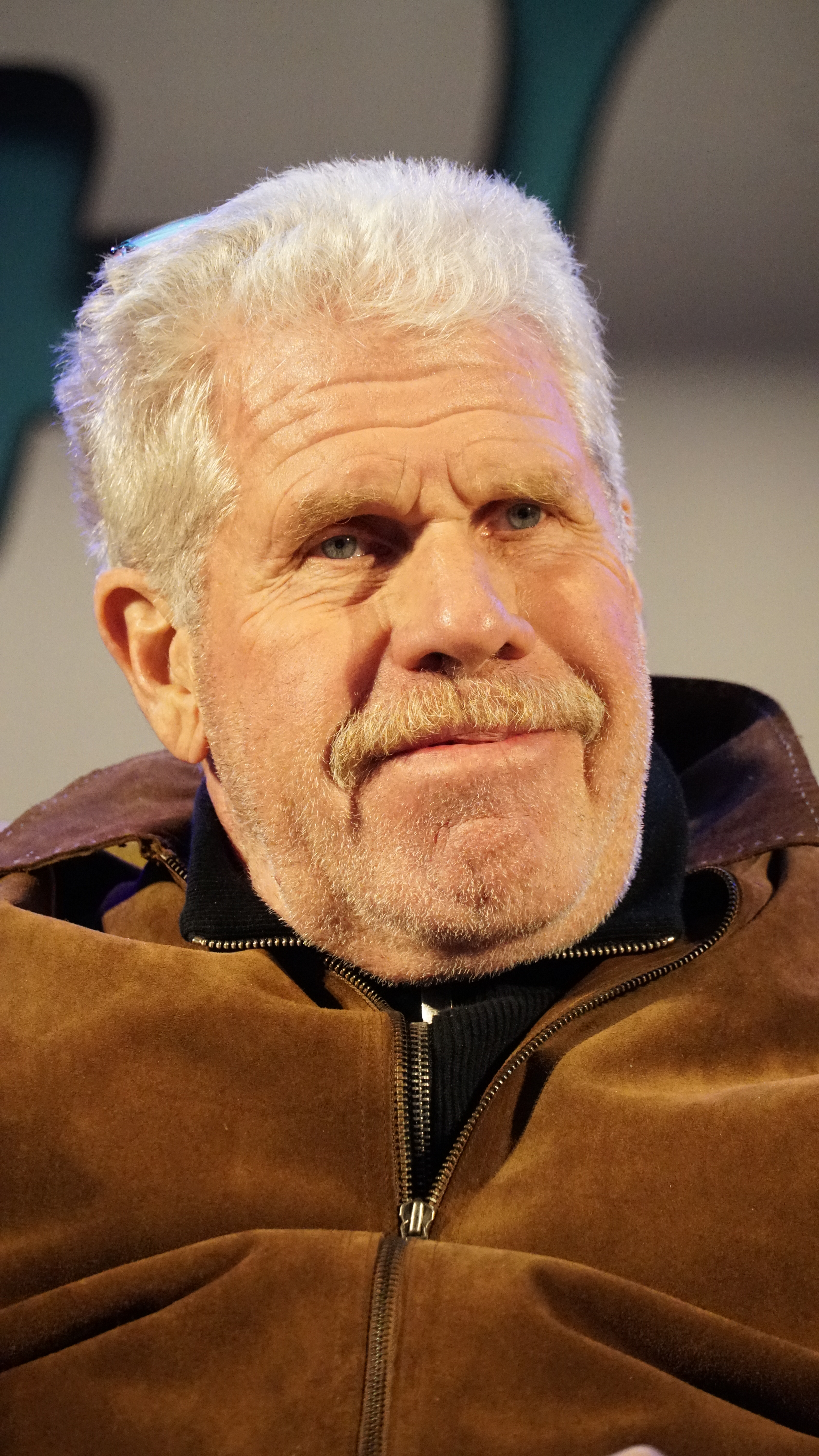
Ron Perlman (* 1950)

- Perlmann, Gertrude E. (1912–1974), tschechoslowakisch-US-amerikanische Biochemikerin
- Perlmann, Peter (1919–2005), schwedischer Immunologe
- Perlmuter, Pearl (1915–2008), niederländische Zeichnerin und Bildhauerin
- Perlmutter, Adele (1845–1941), österreichische Fotografin
- Perlmutter, Ed (* 1953), US-amerikanischer Politiker
- Perlmutter, Howard V. (1925–2011), Globalisierungsexperte
- Perlmutter, Isaac (* 1942), israelisch-amerikanischer Milliardär, Unternehmer und Finanzier
- Perlmutter, Saul (* 1959), US-amerikanischer Astrophysiker

### Perlo
- Perlo, Ber van (* 1936), niederländischer Vogelillustrator und Autor
- Perloff, Marjorie (1931–2024), österreichisch-amerikanische Literaturwissenschaftlerin
- Perloff, Robert (1921–2013), US-amerikanischer Psychologe, Professor für Psychologie
- Perlorentzou, Maria, griechische Neogräzistin
- Perlot, Enzo (1933–2002), italienischer Diplomat
- Perlov, David (1930–2003), brasilianisch-israelischer Dokumentarfilmer
- Perlow, Andrei Borissowitsch (* 1961), sowjetischer Geher und Olympiasieger
- Perlowski, Dieter (* 1950), deutscher Schriftsteller und Bühnenautor

### Perlr
- Perlrott-Csaba, Vilmos (1880–1955), ungarischer Maler und Grafiker

### Perls
- Perls, Alexander (* 1976), US-amerikanischer Musikproduzent
- Perls, Frank Richard (1910–1975), deutschamerikanischer Kunsthändler
- Perls, Fritz (1893–1970), Psychiater und PsychotherapeutFritz Perls (1893–1970)

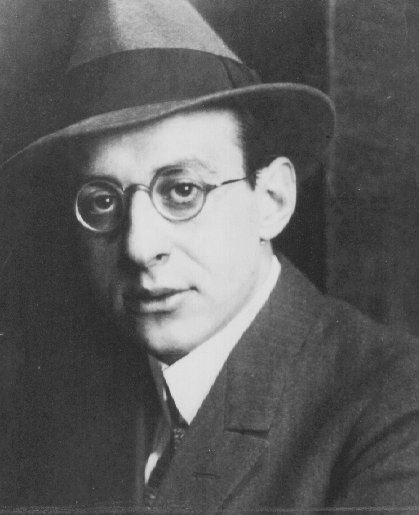
Fritz Perls (1893–1970)

- Perls, Hugo (1886–1977), deutschamerikanischer Kunsthändler und Philosoph
- Perls, Käte (1889–1945), deutsche Kunstsammlerin und Galeristin
- Perls, Klaus Gunther (1912–2008), deutschamerikanischer Kunsthändler
- Perls, Laura (1905–1990), deutsche Psychoanalytikerin und Mitbegründerin der Gestalttherapie
- Perls, Nick (1942–1987), US-amerikanischer Musikproduzent, Gründer und Eigentümer von Yazoo Records and Blue Goose Records
- Perls, Richard (1873–1898), deutscher Lyriker
- Perlstein, Rick (* 1969), amerikanischer Historiker und Autor

### Perlu
- Perlus, Miklos (* 1977), kanadischer Schauspieler und Drehbuchautor

### Perlw
- Perlwitz, Dieter (1930–2019), deutscher Schauspieler und Regisseur
- Perlwitz, Jens (* 1948), deutscher Sportfunktionär